# Danganronpa V3: Killing Harmony
Danganronpa V3: Killing Harmony est un visual novel développé et édité par Spike Chunsoft, sorti en 2017 sur Windows, PlayStation 4 et PlayStation Vita. C'est le premier jeu de la série à bénéficier d'une localisation française.

## Synopsis
Le joueur incarne la Lycéenne Ultime Kaede Akamatsu, l'Ultime Pianiste, enfermée dans l'Académie des Prodiges Condamnés (Ultimate Academy for Gifted Juveniles) avec 15 autres Lycéens Ultimes. Au commandes et à la direction de cette académie se trouve un robot en forme d'ours en peluche doté d'une intelligence artificielle se nommant Monokuma. Ce dernier explique les principes du lycée : les élèves doivent s’entre-tuer.

## Système de jeu
Quand un meurtre est produit et qu'un corps est découvert par plus de 3 personnes, une annonce se fait entendre dans toute l'Académie ; le joueur doit alors mener l'enquête pour trouver des indices qui l'aideront dans la phase suivante : le procès de classe. Dans un procès de classe, le joueur doit débattre avec les autres élèves pour trouver le coupable. Si la majorité désigne le bon coupable, alors seul le coupable meurt et les autres retournent dans l'Académie. En revanche, si le mauvais coupable est désigné, tous les élèves sauf le coupable recevront une punition et le vrai coupable peut sortir de l'Académie. Le but du jeu est de résoudre les mini-jeux durant les procès de classe pour aider a trouver le coupable. Le joueur a aussi droit a des "temps libres", qui vous permettent de renforcer votre lien d'amitié avec les personnages.

## Accueil
- Adventure Gamers : 4/5[3]
- Canard PC : 8/10[4]
- Jeuxvideo.com : 15/20[5]